# Guerra civil española en la provincia de Zamora

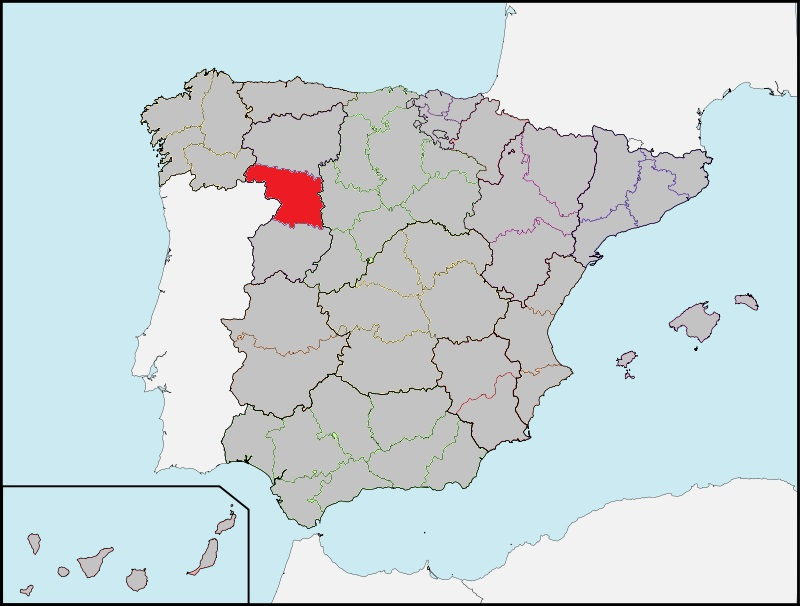
Ubicación de la provincia de Zamora en la España de la época

La guerra civil española (1936-1939) tuvo un desarrollo desigual en las provincias de la actual comunidad autónoma de Castilla y León. La guarnición militar de Zamora estaba compuesta por un regimiento de infantería y fuerzas de la Guardia Civil, Carabineros y Guardia de Asalto. 
Cuando se produjo el alzamiento del 18 de julio, los militares no dudaron en acatar las órdenes procedentes de la jefatura de la División, en Valladolid, procediendo a ocupar la capital el 19 de julio, encontrando no mucha resistencia. 
Hubo ciertos momentos de incertidumbre cuando el tren de los mineros asturianos llegó hasta Benavente, desde donde regresó a Asturias, pero la única resistencia armada corrió a cargo de los obreros del tendido ferroviario que se concentraban en Requejo organizados muchos en el sindicato anarquista CNT.
El control de la provincia fue seguido de una virulenta represión que llenó en poco tiempo la prisión de Zamora con cientos de personas vinculadas al Frente Popular.

## Fuerzas militares
La guarnición militar de Zamora, perteneciente a la 7ª División Orgánica, con cuartel general en Valladolid, estaba compuesta por el regimiento de infantería Toledo núm. 26 (coronel José Íscar Moreno, también comandante militar de la plaza), una comandancia de la Guardia Civil, otra de Carabineros y una sección de la Guardia de Asalto. En total, unos 700 hombres. 
En abril de 1936 los militares desafectos comenzaron a preparar el alzamiento, alrededor de un capitán comisionado por la junta clandestina de Valladolid, que servía de enlace. De manera deliberada dejaron fuera del complot a los comandantes jefes de Infantería, Guardia Civil y Carabineros por ser oficiales de probado republicanismo. Casualmente, estos dos últimos jefes se encontraban fuera de Zamora, de permiso, en esas fechas.

## Situación política
Provincia ganadera, albergaba uno de los pocos núcleos organizados del carlismo leonés, en Sanabria y Benavente. La vida política estaba dominada por el caciquismo más o menos liberal. En mayo de 1936 hubo diversos enfrentamientos entre falangistas e izquierdistas, tanto en la capital como en varios pueblos, en los que resultaron muertos dos falangistas y dos comunistas.
Dentro de la izquierda, tenía considerable fuerza en el campo la Federación Nacional de Trabajadores de la Tierra (UGT), y Sindicatos Únicos de Oficios Varios de Confederación Nacional del Trabajo (CNT) especialmente en las obras de la línea férrea en Sanabria, Saltos del Duero y también en la localidad de Villalpando. El Partido Socialista estaba dirigido por Ángel Galarza, que procedía del Partido Radical Socialista y había sido director general de Seguridad. Existían diversas agrupaciones de los partidos Comunista y Sindicalista; también algún grupo anarquista de la FAI. En las elecciones de febrero de 1936, el centro político obtuvo la victoria.

## El Alzamiento

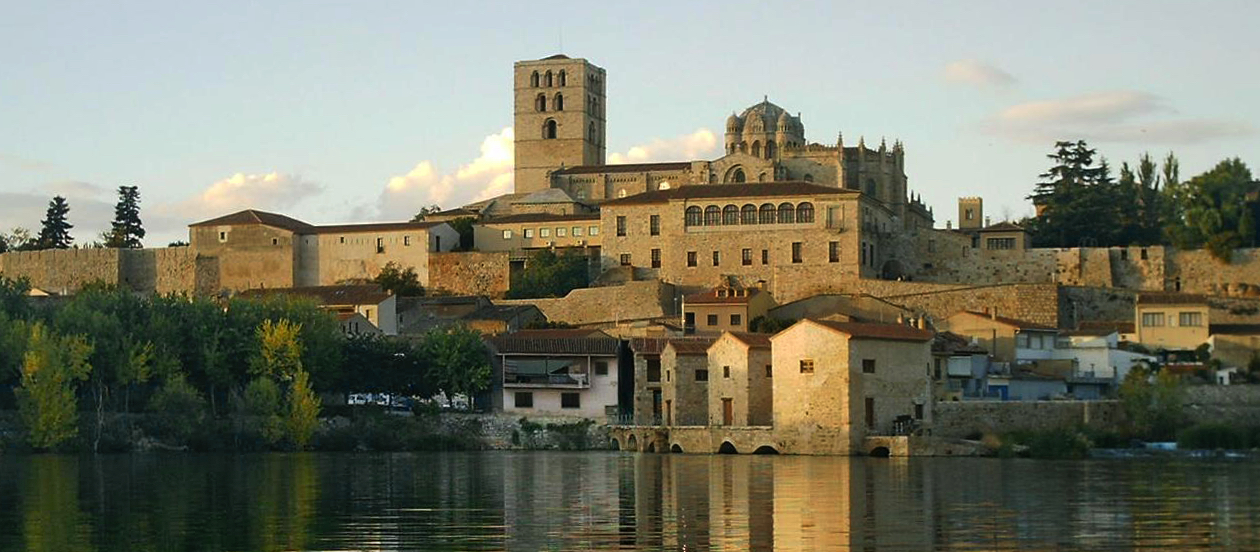
Catedral de Zamora desde el Duero.

El 17 de julio por la noche se desataron los rumores y se formaron corros en la plaza Mayor. Los jefes del Frente Popular se reunieron en el gobierno civil, cuyo titular, Tomás Martín Hernández, llevaba poco tiempo en el cargo. El sábado 18 por la mañana, Ángel Galarza, que se encontraba en la ciudad en aquellas fechas, huyó a Portugal y desde allí pasó de nuevo a la zona gubernamental . Grupos de jóvenes vigilaban las calles y el cuartel Viriato (Infantería). 
El domingo 19 por la mañana continuaba la inquietud y las patrullas juveniles. Los conspiradores tuvieron conocimiento de que el general Saliquet se había hecho con el control de la División en Valladolid y a las diez de la mañana se recibió en el regimiento un telegrama en clave de la jefatura divisionaria ordenando iniciar la acción inmediatamente. Los militares comenzaron a hacer planes para ocupar los puntos estratégicos de la ciudad, pero al tiempo decidieron esperar hasta que, a la hora de comer, se despejaran las calles. Mientras tanto, voluntarios de Falange y de Acción Popular se iban presentando en el cuartel para ponerse a disposición. A las dos de la tarde una compañía mandada por el capitán Cirac salió del cuartel de Viriato para controlar la ciudad y ocupar el gobierno civil, al ayuntamiento y la Casa del Pueblo. Mucha gente pensó que salían para defender el orden republicano, por lo que hubo momentos de gran confusión cuando, en la Plaza Mayor, el capitán Cirac leyó el bando de declaración del estado de guerra . Ante las protestas, se produjeron las primeras detenciones. 
En el ayuntamiento no había nadie, solamente el secretario. La Casa del Pueblo también estaba vacía, con los muebles en desorden y los archivos revueltos. Poco antes, la compañía de Cirac había ocupado el gobierno civil sin encontrar ninguna resistencia –antes al contrario- por parte de una patrulla de la Guardia Civil que lo custodiaba. Por medio de un intermediario, Cirac ordenó al gobernador que abandonara la ciudad, lo cual este hizo sin demora, refugiándose en Portugal . El teniente coronel Hernández Comes se hizo cargo del gobierno civil y asumió todos los poderes. Nombró presidente de la Diputación al capitán Agustín Martín Rodríguez y alcalde al comandante Teodoro Arredonda. 
Los sublevados ocuparon también Correos, la Telefónica y la estación de tren. Hubo un conato de resistencia en el cuartel de Carabineros, pero se quedó en nada. Tanto ese Cuerpo como el de Seguridad y Asalto y la Guardia Civil, se unieron en bloque a los militares sublevados. Los presos derechistas que había en la cárcel fueron liberados.
Poco después de que salieran los militares llegó un nuevo telegrama de Valladolid, comunicando que se dirigía hacia allá un tren de mineros asturianos. Un destacamento salió a las afueras para colocar explosivos en las vías. Más tarde se comunicó que el tren llegaría sobre las doce de la noche a Benavente. El puesto de la Guardia Civil de esa localidad (un cabo y seis guardias) recibió la orden de replegarse hacia Villalpando. El alcalde socialista de Benavente procuró que todo transcurriera con normalidad y que no hubiera alteraciones del orden, como no las hubo. Los mineros más bien estaban preocupados porque se habían enterado de la traición del coronel Aranda en Oviedo, por lo que a las cuatro de la mañana emprendieron el camino de regreso a Asturias.
En la localidad de Villalpando también se producen algunas escaramuzas enfrentando a Guardias Civiles contra los obreros, con el resultado de varios encarcelados y algunos jóvenes de la CNT muertos.
Desde que los sublevados se hicieron con el control de la capital, salieron de ella gran número de patrullas motorizadas, con guardias civiles y voluntarios de Acción Popular y de Falange, para imponer el nuevo orden en la provincia. 
El foco más importante de resistencia se encontraba en Requejo (Sanabria), gestionada especialmente por las organizaciones anarquistas -hegemónicas en la comarca-, donde se habían concentrado los dos mil obreros que trabajaban en el tendido del ferrocarril Zamora-Orense. Defendiéndose con algunas armas y mucha dinamita, el ejército mandó contra ellos dos compañías del regimiento Toledo, que en una semana acabaron con la resistencia. También los militares golpistas bombardearon con aviación a los carrilanos cerca de Lubián. Y por otra parte, el día 25 salió un batallón del regimiento Toledo hacia el Alto del León.
Como Zamora carecía de emisora de radio, los militares auspiciaron la creación de una emisora local, Radio Zamora, que comenzó a emitir el día 21 de julio.

## La represión

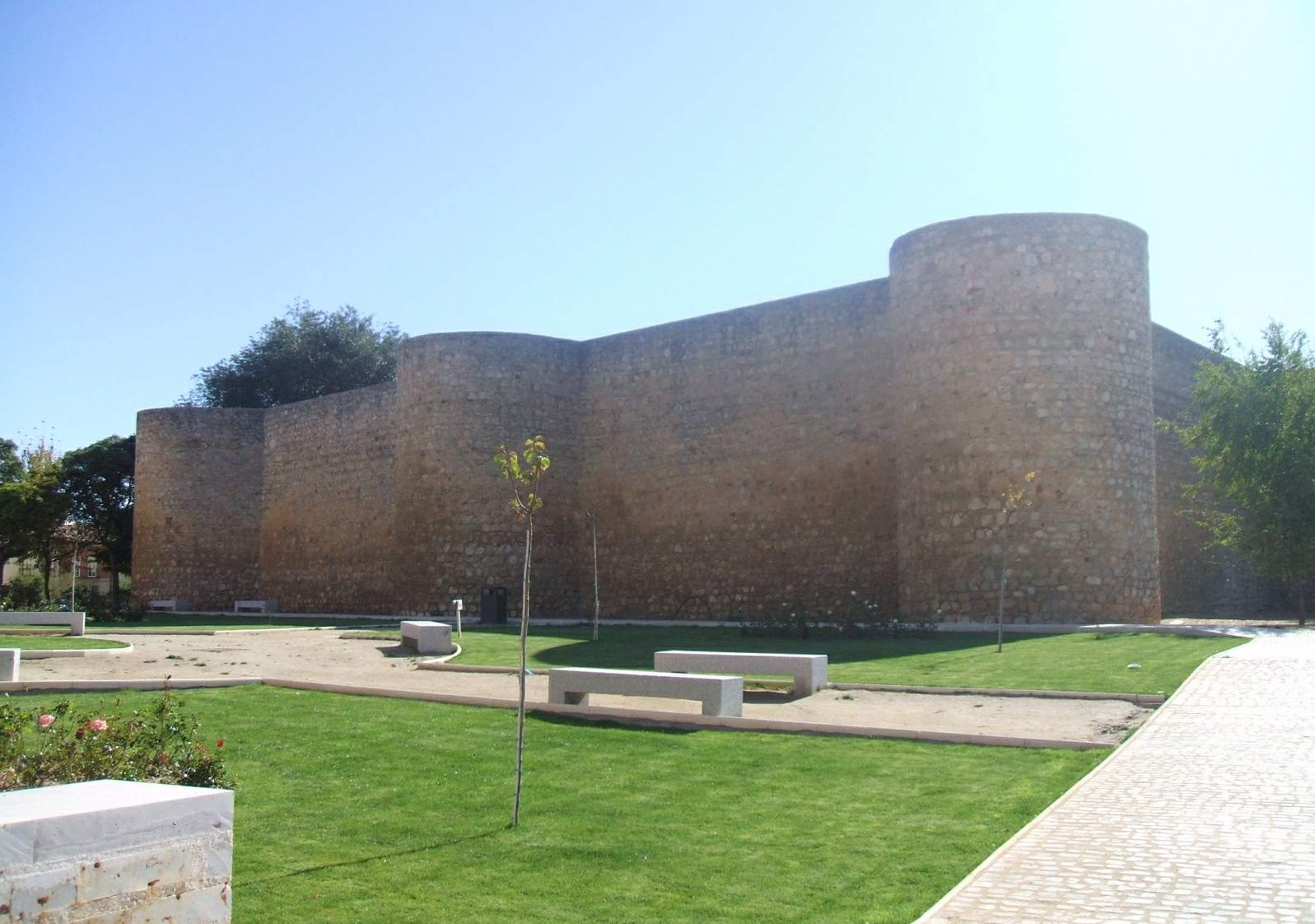
Murallas del Alcázar de Toro, utilizado por los rebeldes como prisión durante la guerra.

Una vez que triunfó el golpe de Estado en Zamora, los sublevados habilitaron el edificio de la Subdelegación del Gobierno como prisión, llegando a albergar a 1400 presos republicanos provenientes también de fuera de Zamora; entre 1936 y 1940, más de 800 serían fusilados (alrededor del 90 % sin juicio previo). En Toro, se utilizó como centro de detención el Alcázar, con más de doscientos ejecutados. Muchos fusilamientos se producían en las tapias del cementerio de San Atilano, donde las víctimas eran sepultadas en fosas comunes cubiertas de cal viva.
Se conoce la existencia en la provincia, además, de cuatro campos de concentración franquistas, en los que fueron internados los combatientes republicanos capturados en los frentes de combate. Los prisioneros, procedentes mayoritariamente de Cataluña (los zamoranos fueron dispersados por los distintos campos de concentración del territorio español) y entre los que se contaban unidades enteras del Ejército republicano, eran clasificados dentro de una de las siguientes categorías: «fusilamiento, prisión o el destino a campos de estancia más prolongada; la libertad o volver a realizar el servicio militar» dentro del Ejército franquista. Los internos de los campos vivían en condiciones de hacinamiento, «en unas condiciones higiénico-sanitarias y de vida deplorables». El gasto diario de manutención de cada recluso era de una peseta con sesenta y cinco céntimos, con una dieta consistente en «un trozo de pan y una lata de sardinas». Los campos de concentración se dividieron entre:
- Zamora: el campo de la capital se situó en las instalaciones del antiguo cuartel de Infantería, con una capacidad de 3000 internos aunque llegó a albergar a más. El investigador Carlos Hernández de Miguel sitúa sus inicios en septiembre de 1938 y documenta su funcionamiento hasta mayo de 1939,[1] aunque los historiadores Eduardo Martín e Inma Cuesta fechan su cierre el 30 de abril de 1939 —cuando contaba con 2287 prisioneros—. Pasó por dicho campo de concentración el humorista Miguel Gila, entonces un joven combatiente del Ejército de la República.

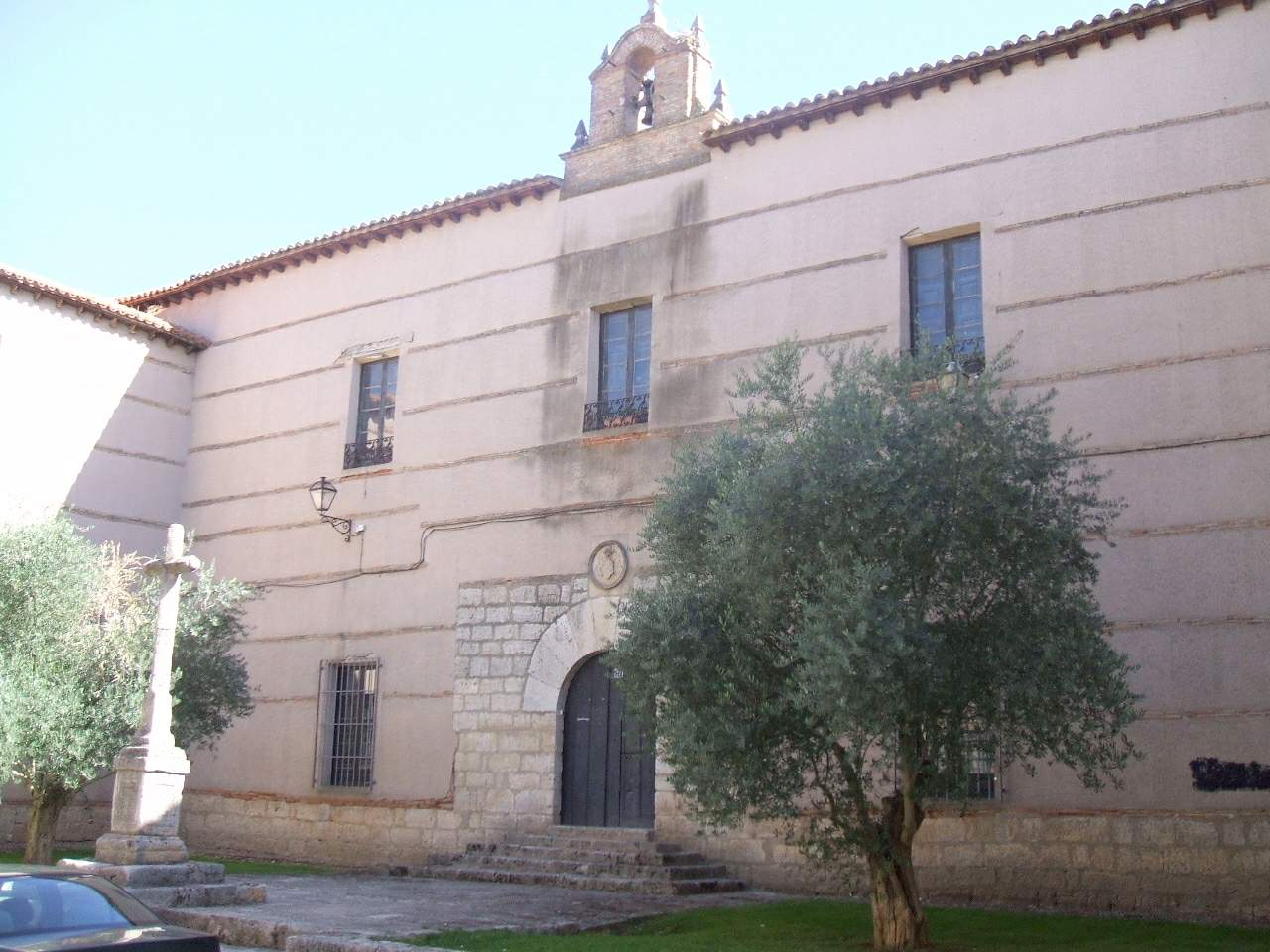
Fachada del Hospital de la Cruz, sede de uno de los campos de concentración franquistas que existió en Toro (Zamora).

- Toro: en esta localidad zamorana se constituyeron tres campos de concentración, ubicados en el Hospital de la Santa Cruz, el Hospital de Convalecencia y el Asilo de la Marquesa de Valparaíso. Está constatada su existencia desde septiembre de 1938 hasta octubre de 1939, y los tres recintos se repartieron casi 2000 internos.[2] Los campos estaban bajo el mando de Carmelo Martín, capitán del Regimiento de Toledo.[3]